# クリメネ (小惑星)
クリメネ (104 Klymene) は、小惑星帯に位置する大くて暗い小惑星の一つ。テミス族の一つであり、主に炭素から構成されていると考えられている。1868年9月13日にアメリカ合衆国の天文学者、ジェームズ・クレイグ・ワトソン (James Craig Watson) により発見された。ギリシア神話に何人か登場するクリメネにちなんで命名された。